# Buakhau Bancsamek
Buakhau Bancsamek, korábban Buakhau P. Pramuk (thai nyelven บัวขาว ป. ประมุข; Szurin, 1982. május 8.) thai nemzetiségű thai bokszoló, kétszeres WMC- és K-1-világbajnok, többszörös thai országos bajnok.
Buakhau P. Pramuk valószínűleg a nemzetközileg legismertebb thaiföldi harcos.

## Élete és pályafutása
Az egyik legismertebb thaiföldi thai bokszoló pályafutását nyolcéves korában kezdte. 15 éves volt, amikor a Por. Pramuk edzőteremhez került. Több mint 370 mérkőzést vívott, országos bajnok és az Omnoj stadion bajnoka is volt.
2004-ben lett világszerte ismert és elismert, amikor a K-1-ben egyetlen este leforgása alatt megverte Kohiruimaki Taisint, a többszörös világbajnok John Wayne Parrt, és az akkori K-1-bajnok Maszatót.
2005-ben elvesztette a K-1 MAX világbajnoki címét Andy Souwerrel szemben, 2006-ban azonban sikerült visszaszereznie, a második menetben kiütötte Souwert.
Buakhau 2009-ben és 2011-ben is elnyerte a WBC nagyváltósúlyú világbajnoki címét.
2012 márciusában rossz bánásmódra hivatkozva Bukahau otthagyta a P. Pramuk edzőtermet, saját edzőtermet alapított és Buakhau Bancsamekre változtatta a nevét. Buakhau addig nem léphet újra ringbe, míg nem bizonyítja be, hogy rosszul bántak vele előző klubjában.